# 꽃보다 아름다운 그녀
나는집에 있다그런데나만있고 엄마는없었다. 지금엄마는회사에 있다. 나는 밖으로나갔다.그때내전화기가따르릉울리더니전화가왔다 엄마였다.여보세요? 그때엄마가말했다 야! 나는깜짝놀랬다 엄마지갑에서돈뻬같지! 아니요... 근데왜돈이주여들어 엄마가돈을맍이었갰지요....빨리 몸을 씻그리고 얼른않자서 공부를 열심히 하고 있다 내전화기에서따르릉소리가났다. 엄마였다 여보세요 ? 엄마지금뭇갈것같아 버스가안움눈떼문에 헐..엄마 그럼우리집에못가는거야? 헐... 갈수있을거야 진짜? 응 지금가고있으니까 일단끈자 응.직여

## 줄거리
어릴 때 아버지와 낚시를 하려 가서 돌아오는 길에 교통사고로 당하여 아버지를 잃고 자신은 휠체어에 의지해 살아야만 하는 은수가 어린 날의 상처를 딛고 법대에 입학한다. 하지만 주위의 시선도 견디기 힘든데 호감을 가졌던 남자로부터 성폭행을 당할 뻔 한 사고를 겪은 후 삶에 대한 의욕을 잃는다. 이를 지켜본 어머니는 어려운 여건에서도 딸의 장래를 위해 미국으로 유학을 보낸다. 그곳에서 은수는 차별이 없는 세상을 경험하며 학업에 매진한다. 어느 날 휠체어가 고장나고 자원봉사자로 만났던 준영이 도움을 주려고 하지만, 은수는 지난 날 성폭행당할 뻔한 일이 떠올라 경계한다. 하지만 준영은 도움이 필요하면 도움을 받으라 하면서 은수를 집까지 데려다 준다. 두 사람은 만남을 가지며 은수는 차차 마음을 열고 준영에게 호감을 느낀다.
하지만 갑작스러운 엄마의 죽음으로 더 이상 살아갈 희망이 없어진 은수는 자살을 기도하고 마침 동생에게 발견되어 미수에 그친다. 그리고 동생은 엄마가 누나를 위해 얼마나 힘든 삶을 살았는지 엄마의 일터인 시장을 데려가 보여준다. 은수는 엄마의 뜻대로 살아가기 위해 미국으로 돌아와 아르바이트를 구하고 열심히 살아간다. 은수는 자기의 처지 때문에 준영을 피하지만 준영은 계속 은수를 설득한다. 마음을 열지 않던 은수는 갑자기 내리는 비 때문에 그곳을 피하려고 해도 휠체어까지 가기가 힘들자 결국은 준영에게 도움을 청한다.
준영은 은수와 결혼하겠다 가족에게 말하지만 장애를 가진 가족이 얼마나 힘든 삶을 살아가야 하는지 걱정되는 엄마는 그 결혼을 반대하고 은수를 만나 설득한다. 준영은 반지를 사고 은수에게 청혼을 하지만 은수는 그 청혼을 받아들이지 않는다. 준영은 은수의 친구로부터 엄마가 은수를 만난 사실을 알게 되고, 엄마에게 실망하게 된다.

## 등장 인물
- 고정민 : 정은수 역. 중학교 3학년 때 교통사고로 걷지 못하게 되었다.
- 이정진 : 박준영 역. 미국명 벤
- 김영애 : 준영의 엄마 역. 큰아들의 병을 치료하기 위해 미국으로 이민을 올 만큼 자식에 대한 사랑이 남다르다.
- 한인수 : 준영의 아빠 역
- 윤동환 : 준영의 형. 미국명 로이. 근디스트로피를 앓고 있으며, 이것 때문에 휠체어를 탄다.
- 이경진 : 은수의 엄마 역. 시장에서 일하며 힘든 삶을 살지만 딸의 장래를 위해 미국으로 유학을 보낸다.
- 여현수 : 정동욱 역. 은수의 남동생